# Saint-Victor-sur-Rhins
Saint-Victor-sur-Rhins este o comună în departamentul Loire din sud-estul Franței. În 2009 avea o populație de 1.114 de locuitori.

## Evoluția populației
| An        | 1975 | 1982 | 1990 | 1999 | 2006  | 2009  |
| --------- | ---- | ---- | ---- | ---- | ----- | ----- |
| Populație | 777  | 796  | 872  | 896  | 1.023 | 1.114 |